# Port lotniczy Kindu
Port lotniczy Kindu (IATA: KND, ICAO: FZOA) – port lotniczy położony w Kindu, w prowincji Maniema, w Demokratycznej Republice Konga.

## Kierunki lotów i linie lotnicze
| Linia Lotnicza                 | Kierunek                         |
| ------------------------------ | -------------------------------- |
| Compagnie Africaine d'Aviation | 1. Goma 2. Kinszasa 3. Kisangani |
| Congo Airways                  | 1. Goma 2. Kinszasa 3. Kisangani |